# Ferroviário do Recife
Clube Ferroviário do Recife (mais comumente conhecido como Ferroviário do Recife), foi uma agremiação esportiva do futebol brasileiro da cidade do Recife, capital de Pernambuco. Foi fundado em 17 de março de 1928 e suas cores são o vermelho e o amarelo. Anteriormente, o clube era tricolor e possuía as cores vermelho, branco e verde, quando o clube era o antigo Great Western.
Tinha como modalidade esportiva principal o futebol e era considerado como um dos clubes mais tradicionais clubes da Capital do Frevo. Fundado como Associação Atlética Great Western, o Clube Ferroviário do Recife[carece de fontes?] tem uma longa passagem na elite do futebol pernambucano. O Ferrim da Capital como é chamado, contabiliza 53 participações no Campeonato Pernambucano de Futebol e estando em 7 oportunidade, nas melhores colocações do estadual. O Ferroviário do Recife, também conta com duas participações na Segunda Divisão Nacional, participando da primeira edição em 1971, que teve como primeiro campeão o Villa Nova Atlético Clube.
Apesar de não ter disputado a edição de 1977 do Campeonato pernambucano para disputar a primeira edição[carece de fontes?] da Segunda Divisão Pernambucana, após 58 anos na primeira divisão, o Ferroviário do Recife acabou sendo rebaixado para a atual Série A2 do Pernambucano, e não conseguiu mais voltar pra elite do futebol. Encerrou suas atividades profissionais em 2008, ano que disputou sua última competição oficial, a Copa Pernambuco de Futebol.

## História

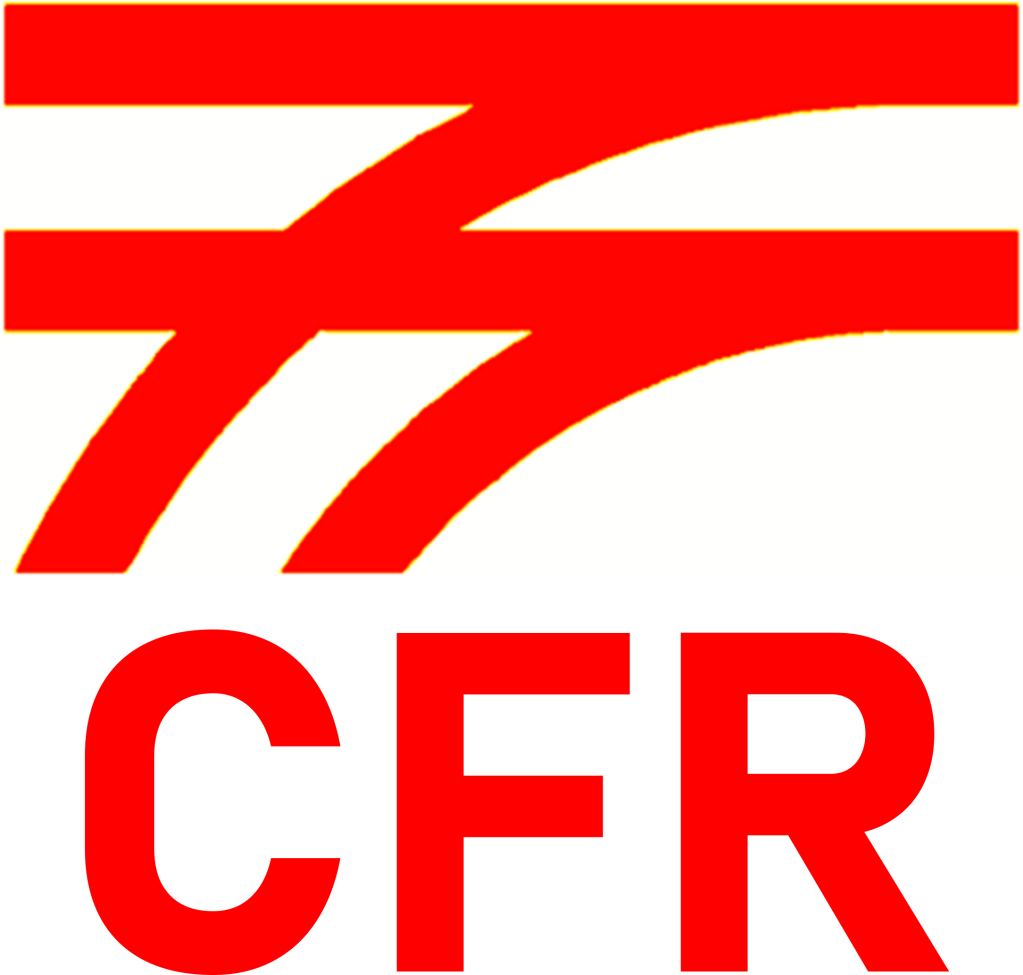
Escudo utilizado em 1954

A História do Clube Ferroviário do Recife começa no dia 17 de março de 1928, quando o clube foi fundado por empresários da companhia ferroviária da região Nordeste do Brasil, a Great Western of Brazil Railway. No mesmo ano, o empresário no ramo frigorifico em Pernambuco Soares Raposo, vendeu todo o seu patrimônio à companhia inglesa, criando a Associação Atlética Great Western. Em 1930, o clube filia-se a Federação Pernambucana de Futebol e em 1932, disputou pela primeira vez o Campeonato Pernambucano. A primeira partida da equipe foi disputada em 17 de abril de 1932 contra o Fluminense Football Club, clube também da capital Recife, à época a cidade contava com grandes agremiações e contou com a vitória do tricolor capunguense por 3 a 2.
Depois de colecionar nas décadas de 30 e 40, uma série de campanhas no estadual, tendo sua melhor campanha em 1942 que garantiu um vice-campeonato, o clube não teve um bom ano em 1954. Pois, a empresa que administrava o clube desde sua fundação tinha encerrado suas atividades, passando seus ativos para o controle da Rede Ferroviária Federal S/A e fazendo o clube mudar de nome, passando a se chamar Clube Ferroviário.
Na sua primeira partida com o novo nome de Ferroviário do Recife, em 11 de junho de 1955, o colocaria de frente com aquele que iria rivalizar no estadual, o América Futebol Clube. A partida terminaria com vitória por 2 a 1, para a equipe do Mequinha como é chamado. O embate iria dar origem ao Clássico Suburbano. As equipes viriam se enfrentar novamente naquela edição e no novo embate, outra derrota para os americanos por 3 a 1, em 21 de agosto. O que fez o “Novo clube”, não se classificar para o próximo turno. O clube conseguiu um feito histórico desde sua fundação. Como Ferroviário do Recife, o clube participou de duas edições do Campeonato Brasileiro de Futebol - Série B entre os anos de 1971 e 1972, suas primeiras competições oficiais à nível nacional. Infelizmente, nas duas edições o clube fez péssima campanha nas duas edições, ficando na 21ª colocação geral. Em 1977, o clube viria a participar da Primeira edição da Série A2 do estadual. Logo na estreia na competição, a equipe terminou com o vice-campeonato perdendo o título para a Associação Atlética Maguary no critério de desempate, por saldo de gol. Também havia empatado com o União Peixe, em número de pontos. Como Clube Ferroviário do Recife, em três oportunidades terminou o estadual entre os quatro melhores, sendo que a pior campanha de sua história no campeonato estadual, foi a decima quinta colocação geral, o que lhe rendeu o seu primeiro rebaixamento.

## Clube

### Sede
Atualmente, a sede social do Clube Ferroviário do Recife, fica localizado na Rua 21 de Abril nº 271, Afogados, Recife; onde localiza-se a sede social que envolve salão de festas e eventos, estacionamento, área de lazer e campo apara atividades de praticas de futebol e futebol 7.

### Estádio

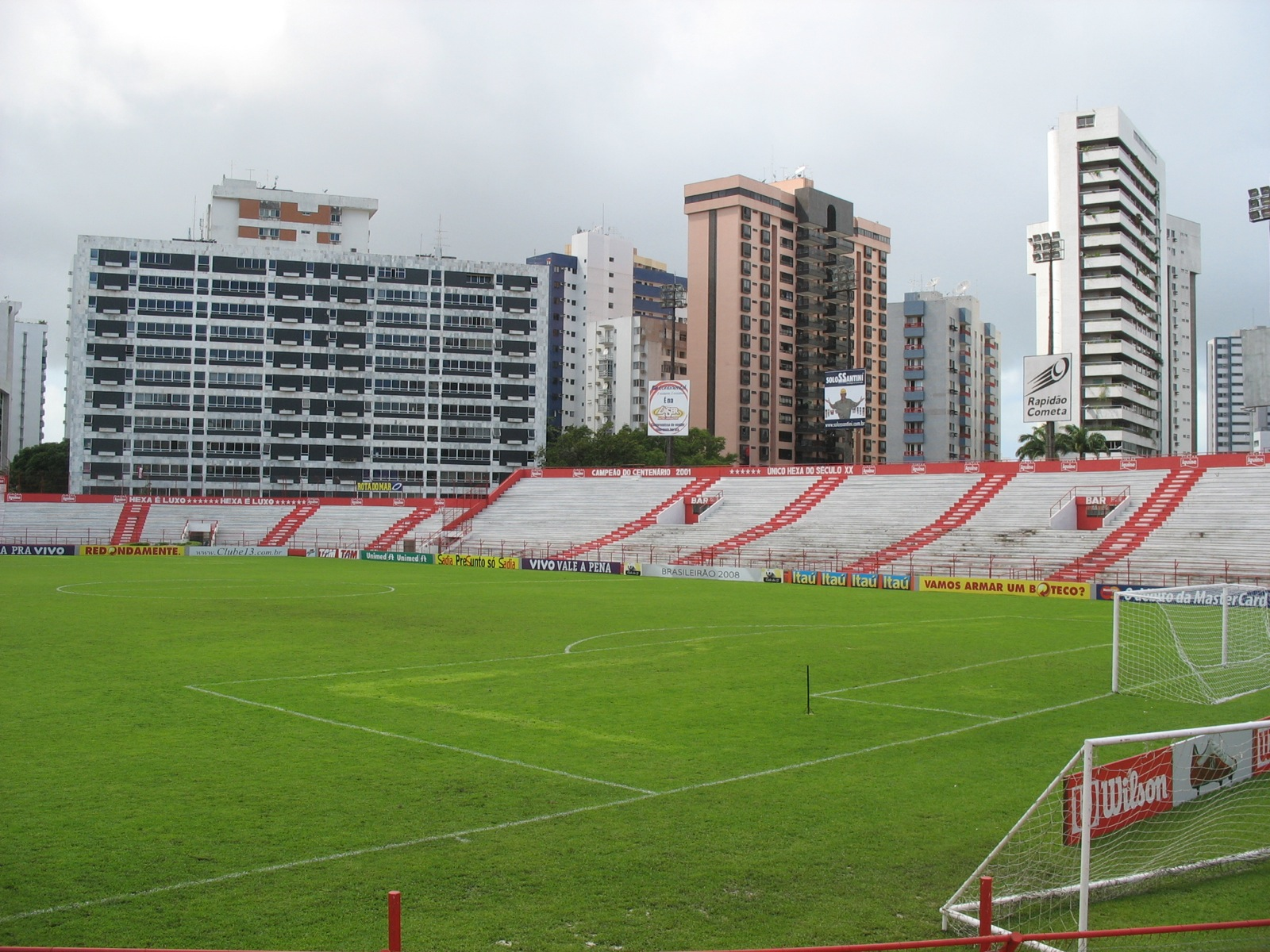
Estádio dos Aflitos

Inicialmente, o Ferroviário do Recife mandava seus jogos no estádio da Vila Ipiranga, que tinha capacidade de 500 pessoas. Mas, devido o estádio ser muito pequeno o clube por vezes, mandou seus jogos nos três principais estádios da época como; Estádio Eládio de Barros Carvalho — (Aflitos), Estádio Adelmar da Costa Carvalho — (Ilha do Retiro) e Estádio José do Rego Maciel — (Arruda), estádio das principais equipes do estado. Porém, com a proibição da utilização dos mesmos por mais de uma equipe, o clube passou a mandar seus jogos fora do Recife e principalmente no interior. Estádios como; José Vareda — (Limoeiro) e Alfredo Bandeira de Melo — (Igarassu), no interior do estado. Sendo o estádio de Limoeiro, um dos últimos estádios utilizado pelo clube, antes de se licenciar de competições oficiais.

## Símbolos

### Escudo
Desde sua fundação quando ainda era o clube Great Western, o primeiro escudo era composto por um distintivo com um fundo de três cores e as iniciais A.A.W.G entrelaçadas. As primeiras cores oficiais eram; vermelho, branco e verde e fazia alusão ao Fluminense Football Club, clube do estado do Rio de Janeiro que possuía as mesmas cores.
Após a saída da companhia férrea e com a mudança do nome, o segundo escudo era composto por uma figura em alusão a uma linha férrea e as letras “C”, “F” e “R”, todos na cor vermelha.
| 1928 | 1954 | 1955 | Presente |
| ---- | ---- | ---- | -------- |

### Mascotes
Os mascotes oficiais são o Trem e a Locomotiva, ambas figuras de Transportes ferroviários, principais meios de locomoção. Em um dos escudos do Ferroviário do Recife, possuía a figura de uma locomotiva de Metrô, outro meio de transporte ferroviário

### Uniformes
Assim como o escudo, os primeiros uniformes do Ferroviário do Recife, eram uma inspiração dos uniformes do Fluminense do Rio. Possuía as três cores em faixas verticais. 
| Primeiro | Segundo |

## Títulos
| ESTADUAIS  | ESTADUAIS                   | ESTADUAIS | ESTADUAIS  |
|            | Competição                  | Títulos   | Temporadas |
| ---------- | --------------------------- | --------- | ---------- |
|            | Torneio Incentivo da FPF    | 1         | 1977       |
|            | Torneio Início              | 1         | 1961       |
| MUNICIPAIS |                             |           |            |
|            | Competição                  | Títulos   | Temporadas |
|            | Torneio Municipal do Recife | 1         | 1943       |

## Estatísticas

### Participações
| Competição | Competição                         | Temporadas | Melhor campanha  | Estreia | Última | P | R |
| Pernambuco | Campeonato Pernambucano            | 53         | Semifinal (1943) | 1936    | 1994   |   | 1 |
| Pernambuco | Campeonato Pernambucano - Série A2 | 9          | Vice-campeão     | 1977    | 2008   |   |   |
| Pernambuco | Copa Pernambuco                    | 1          | Semifinal        | 2005    | 2005   |   |   |
| Brasil     | Série B                            | 2          | 21°              | 1971    | 1972   |   |   |